# Аморальное поведение (фильм)
«Аморальное поведение» (англ. Gross Misconduct) — психологическая драма австралийского режиссёра Джорджа Т. Миллера с Джимми Смитсом и Наоми Уоттс в главных ролях. Мировая премьера фильма состоялась 29 июля 1993 года в Австралии. Фильм снят по пьесе Лэнса Питерса «Нападение со смертельным оружием».

## Сюжет
Действие фильма разворачивается в одном из университетов Австралии. Профессор Джастин Торн (Смитс) — уважаемый преподаватель, ведущий курсы по гуманитарным наукам. Одна из его студенток, Дженнифер Картер (Уоттс), проявляет к нему явный интерес. Несмотря на то, что Торн женат и имеет успешную карьеру, он поддается искушению и вступает в интимную связь со студенткой.
На следующий день Торн пытается разорвать отношения, осознавая риск, который они несут для его репутации. Однако Дженнифер, обиженная и униженная его отказом, решает отомстить. Она обвиняет профессора в изнасиловании, что приводит к его аресту и судебному процессу. В ходе разбирательства адвокаты обеих сторон представляют противоречивые доказательства, и общественное мнение начинает разделяться. Одни считают профессора жертвой манипуляции, другие — преступником, воспользовавшимся положением.
Кульминация фильма наступает во время судебного заседания, когда новые улики ставят под сомнение свидетельства Дженнифер. Однако даже оправдание Торна не способно восстановить его прежнюю жизнь. Его карьера разрушена, а доверие общества потеряно. Финальная сцена демонстрирует, как человек, чья жизнь была сломлена ложным обвинением, вынужден искать новый путь в мире, который уже не принимает его прежним.

## В ролях
| Актёр             | Роль             |
| ----------------- | ---------------- |
| Джимми Смитс      | Джастин Торн     |
| Наоми Уоттс       | Дженнифер Картер |
| Сара Чедвик       | Лаура Торн       |
| Эйдриан Райт      | Кеннет Картер    |
| Леверн Макдоннелл | Мириам           |

## Критика
Журнал Cinema охарактеризовал фильм как «многослойную судебную драму», которая «изобилует диалогами, но сохраняет правдоподобие и тонкость».
Фильм также получил номинацию на премию Австралийского института кино за лучший дизайн костюмов (Афродит Кондос).